# Rhinodia allogata
Rhinodia allogata är en fjärilsart som beskrevs av Felder och Alois Friedrich Rogenhofer 1874. Rhinodia allogata ingår i släktet Rhinodia och familjen mätare. Inga underarter finns listade.